# Langue des signes indienne
La langue des signes indienne (ou langue des signes indo-pakistanaise, langue des signes indienne urbaine) est la langue des signes utilisée par les sourds et leurs proches en Inde.

## Caractéristiques
Certains chercheurs pensent que la plupart des variétés indiennes et pakistanaises sont des dialectes de la langue des signes indienne, tandis que d'autres croient que certaines variétés doivent être reconnues comme des langues distinctes.
La langue des signes indienne a été influencée par la langue des signes britannique, notamment par son alphabet bimanuel, tandis que d'autres signes ont été développés localement. La langue des signes népalaise y est liée.
Il existe les dialectes de Bangalore-Chennai-Hyderabad, de Bombay-Delhi et de Calcutta.

## Utilisation
La langue des signes indienne est utilisée par 5 930 000 personnes en Inde en 2014. On peut estimer le nombre de personnes profondément sourdes dans ce pays à plus de 10 millions, en présumant que cela représente 1 % de la population totale (pourcentage habituel dans les pays en développement). Beaucoup de sourds indiens utilisent également la langue des signes américaine, en particulier à Bangalore.
Moins de 2 % des enfants sourds fréquentent des écoles pour les sourds, ces établissements n'utilisent pas la langue des signes indienne en général, elle est plutôt utilisée par les programmes de formation professionnelle. Depuis 2001, des cours pour la formation d'interprètes sont donnés par l'Institut national pour les sourds Ali Yavar Jung (Ali Yavar Jung National Institute for Hearing Handicaped). La grande majorité des sourds éduqués sont bilingues à un certain degré. Le taux d'alphabétisation des sourds indiens est de moins de 2 %, celui des hommes étant supérieur à celui des femmes car ceux-ci ont plus de chances d'aller d'être scolarisés.
Il existe des programmes télévisés et des vidéos en langue des signes indienne et un dictionnaire a été édité. 